# チャフ
チャフ（英語: chaff）は、大気中に放出して電波に対する妨害手段として使用するための金属薄片。最も初期から用いられている投棄型の電子対抗手段（ECM）であり、雲状に展開して大きなレーダー反射断面積（RCS）を形成することで、デコイとしての機能を果たすことができる。
「チャフ」とはもみがらの事で、穀物に見せかけたまがい物という意味がある。第二次世界大戦中に発明された当初、イギリス軍では「ウィンドウ」（英: Window）、ドイツ国防軍では「デュッペル」（独: Düppel）、日本軍では「欺瞞紙」と称されていた。現代ではアメリカ軍の「チャフ」という呼び方が普及しているが、日本語圏では電波欺瞞紙と称されることもある。

## 原理
チャフは一種のレーダー電波反射体であり、金属が電波を反射するという特性を利用している。チャフ1本1本は小さなダイポールアンテナとして働き、各々、特定の波長に対して効果的な反射体となる。その効果を最大限に発揮するには、その長さは脅威レーダーの発振波長かその整数倍とされることが望ましい。このため、電波探知装置で受信した脅威信号の波長に合わせた長さにあわせて自動的にチャフを切断して放出する装置を備えている場合もある。
当初は背面に紙を貼ったアルミ箔が用いられていたが、現在では、極めて薄いポリエステルフィルムや極細のガラス繊維の表面をアルミニウムや亜鉛でコーティングしたものが普及している。これらは古典的なアルミ箔よりも嵩張らないため、同じ容器にもはるかに多量のチャフを詰められる上に、放出された後の散開性（飛び散り方）にも優れ、落下速度も遅いため、より長い間、空中に浮遊させることができるという利点がある。
1つのチャフユニットの散布により形成される電波反射体をチャフバースト（chaff burst）、これが多量に重複したものをチャフ雲（chaff clud）と称する。また、チャフ雲をさらに連続して形成したものをチャフ回廊（chaff corridor）と称する。ベトナム戦争の最盛期、アメリカ空軍は1日あたり4,540 kgに及ぶチャフを投下してチャフ回廊を形成し、「地域消毒法」と称したが、これほど大量に使用できる状況は限られる。

## 運用法

### 散布方式
チャフを散布する用途は、おおむね「誘惑」（seduction）および「飽和」（saturation）となる。
誘惑任務で用いられるとき、チャフは脅威レーダーからみて防御目標より大きなレーダー反射断面積（RCS）を有するように展開されるか、防御目標の至近距離に展開されねばならない。例えば、軍艦がこのような用途でチャフを展開する場合、艦の甲板にチャフが落ちるほどの距離に展開するのが普通である。そして、防御目標はチャフから離れるように運動する。チャフ自身は運動能力を持たないが、風による移動はあるため、これも利用される。そして、チャフは脅威レーダーの追尾を防御目標からチャフに引き寄せ（誘惑し）、最終的に防御目標を脅威レーダーの追尾から逃れさせるのである。それでも防御目標側が回避できない時は（相手が近接信管を搭載している弾頭などの場合）直撃ではなく「至近弾」の被害までに抑える目的もある。
飽和任務で用いられるとき、チャフは脅威レーダーからみて防御目標と近いRCSを有するように、かつ多数が展開されなければならない。脅威レーダーは、これらのチャフを真目標と同様に評価して真目標を判別しなければならないために対処能力に負荷がかかり、場合によっては飽和する。
本来の用途ではないが、ジェットエンジンに吸い込まれると不具合を起こすため、対象となる機体の前方にチャフを散布することで火器を使わずに作戦行動を妨害するという手法もある。

### 搭載方式
第二次大戦当時には、チャフは機内に搭載されて、乗員の手によって散布された。朝鮮戦争の頃になると機械的に散布されるようになったが、初期にはまだチャフの収納場所が考えられていなかったため、F-86戦闘機の空力ブレーキの内側に入れて、敵地上空でブレーキを開いてチャフを散布するという方法が取られた。その後、より自動化した方式として、投射機（ディスペンサー）が用いられるようになっていったが、この投射機は、フレアなど他のデコイや対抗手段とも共用化されていった。ただし必ずしも必須装備とはみなされていなかったこともあり、航空自衛隊のF-1支援戦闘機は運用期間の末期に至るまで同様の搭載方式を用いていたほか、フォークランド紛争でのイギリス空軍のハリアー攻撃機も同様の搭載方式を取らざるを得なかった。一方、巡航ミサイルが迎撃を防ぐために搭載する例もあり、Kh-101は側面にディスペンサーを搭載している。
チャフ雲は防護対象よりも大きなRCSを形成する必要があるため、ここで用いられるカートリッジとしては、単に散布するよりも急速に展開することができるRBC（rapid bloom chaff: 急速開花型チャフ）が普及することとなった。このようなチャフ発射機は、遭難信号として用いるための手持ち式発射機として船舶にも搭載されたが、これは後に、対艦ミサイルからの自衛用として発展していった。西側諸国での標準的な艦載用発射機であるMk 36 SRBOCではランチャーの方位・仰角が固定されているが、これはチャフ散布時にチャフ雲が重ならないように設計されたものである。

## 歴史
第二次世界大戦中の1941年、イギリスの無線通信研究所 (TRE) では、細長い金属板を空中に散布することでレーダーによる探知の妨害を試みる研究が開始された。この研究は、妨害方式の内容を連想させない名称として、ロー所長により「ウィンドウ」と命名された。TREの電波妨害部門を率いるコックバーン博士のチームにいたジョーン・カランがこの妨害方法の初期の試験を担当しており、1942年3月までに良好な成績を収めた。コックバーン博士は、特に射撃管制用測距レーダー「ウルツブルグ」がドイツの防空システムで中核的な役割を果たしていると考えており、これを妨害して無力化できれば、イギリス空軍の爆撃機の損失は大きく減少すると結論していた。ヴァネスタ社による「ウィンドウ」の初期発注分は1942年5月初めに爆撃機航空団に納入されたものの、敵地上空で使用することになるため、使用すれば直ちにその秘密がドイツ軍に知られてしまうと考えられ、イギリス軍自身が「ウィンドウ」への対応策を確立するまでは使用を差し止めることとなった。
一方、ドイツ軍も同様の発想から、1942年にはバルト海上空で「デュッペル」の試験を行っていた。ドイツ空軍通信部隊司令官のマルティニ中将は、この試験結果を空軍総司令官のゲーリング元帥に報告する際、イギリス空軍の爆撃機が「デュッペル」を大量に投下した場合、ドイツ防空部隊が大きな影響を受ける可能性を強調した。ゲーリング元帥はその可能性に大きな恐怖を抱き、「デュッペル」への対応策を含めた試験を直ちに中止するとともに、その報告書のコピーを全て破棄し、外部に情報が漏洩しないよう万全の対策を取るよう命じた。
戦局が連合国有利に傾き、イギリス本土への空襲体制が弱体化したことから、1943年7月15日の最終会議で「ウィンドウ」の使用が承認され、チャーチル首相は「ウィンドウ」を使用することについての責任は自分が取ると言明した。7月24日から開始されたハンブルク空襲で「ウィンドウ」は初めて実戦投入され、初日では重量にして40トン、本数では9,200本の「ウィンドウ」を投下することで、ドイツ防空部隊の効果は大きく減殺され、35機の爆撃機が救われたものと推算された。
一方、ドイツ空軍の戦闘機部隊は、7月3日のケルン爆撃に対する迎撃作戦よりヴィルデ・ザウ戦法を導入していたが、まもなくこれは「ウィンドウ」対策としても有効であることが判明した。これらの戦術・戦法の改良・開発によって「ウィンドウ」の効果はまもなく減殺されていき、その対応速度はイギリス空軍の予想を上回っていた。しかしパイロットの勇気に頼った華々しい戦果の影で夜間戦闘機の改良はなかなか進まず、1944年初頭には、有効な「ウィンドウ」対策を考案した者には賞金を支給するという施策まで打ち出されたが、結局、賞金に値するほどの提案は現れなかった。従来夜間戦闘機に搭載されていたリヒテンシュタインよりも低周波の電波を用いる派生型 (SN-2) であれば「ウィンドウ」の影響を低減できることが判明し、1943年末より急いで装備化されたものの、1944年7月13日にはこのレーダーを搭載したJu 88が航法ミスでイギリス空軍飛行場に着陸してしまい、周波数を解明したイギリス側がこれに対応できる「ウィンドウ」を使い始めたことで、再びレーダーの有効性は減殺されることとなった。終戦後、鹵獲した機材と投降したドイツ兵によって行われた模擬戦の際、どの試験においても、ドイツ空軍の地上管制官は、本物の爆撃機編隊とチャフによる偽の編隊とを確実に見分けることができなかった。
日本軍でもチャフの使用が試みられている。1943年11月13日の第四次ブーゲンビル島沖航空戦で、大日本帝国海軍航空隊は、敵艦隊の一方にチャフを撒布し、そちらに警戒を惹きつけたうえで、反対側から雷撃を加えて、大きな戦果を挙げた。なお、現在でも海上自衛隊が運用する多用機「UP-3D」は、チャフを空中散布する装置を搭載可能になっている。
戦後、対艦ミサイルが発達すると、これへの防御策としてもチャフが注目されるようになった。特にエジプト海軍のミサイル艇の脅威を受けていたイスラエル海軍ではこれを重視したが、従来のチャフは航空機からの撒布が主体で、艦載用発射機は存在しなかったため、遭難信号として一般向けに販売されていた手持ち式発射機を参考に国内開発が行われた。こうして開発された艦載用発射機は、1967年のエイラート事件には間に合わなかった（発射機そのものは搭載されていたものの、まだ設置されたばかりで、発射可能な状態になっていなかった）が、1973年のラタキア沖海戦で実戦投入され、大きな効果を上げた。